# Громека Іполит Степанович
Іполит Громе́ка (8 лютого 1851, Бердичів — 26 жовтня 1889, Кутаїсі) — математик, професор Казанського університету. Нащадок українських аристократів гербу Абданк. Дав оригінальний виклад теорії капілярних явищ.

## Біографія
Син відомого свого часу публіциста, а згодом чиновника Степана Громеки. Закінчив із золотою медаллю Седлецьку гімназію. У 1869 вступив на математичне відділення фізико-математичного факультету Московського університету.
У травні 1879 у Казані помер П. Котельников — Перший професор з механіка Казанського університету; після цього Громека, навіть не будучи ще магістром, подав клопотання на вакансію, що з'явилася на кафедрі. Завдяки приємним рекомендаціям професорів Московського університету це клопотання було прийняте.
У жовтні 1879 Громека стає магістром прикладної математики, а в грудні — доцентом Казанського університету. У квітні 1882 Громека був обраний ординарним професором і у травні обійняв посаду ординарного професора кафедри аналітичної механіки. У листопаді 1881 Громека стає доктором прикладної математики і тоді ж екстраординарним професором з цієї дисципліни.
Взимку 1888–1889, впавши з саней на полюванні, отримав сильний забій у груди; саркома, що утворилася на місці забитого місця, і стала причиною смерті вченого. Помер він у Кутаїсі — незабаром після приїзду туди на лікування кліматом.

## Наукові досягнення
Усі праці Іполита Громеки припадають на одне десятиліття.
Іменем Громеки названо рівняння Громеки — Лемба, що описує перебіг ідеальної рідини.
Спеціальний клас перебігів суцільного середовища, в якому вектор вихору пропорційний швидкості, називається перебігом Громеки — Бельтрамі.

## Публікації
- Громека И. С. . Очерк теории капиллярных явлений. Теория поверхностного сцепления жидкости (магистерская диссертация) // Математический сборник. — М., 1879. — Т. IX, № 3 (26 березня). — С. 435—500.
- Громека И. С. .  — М. : Изд-во АН СССР, 1952. — 296 с. Архівовано з джерела 27 грудня 2021